# Blue Earth County

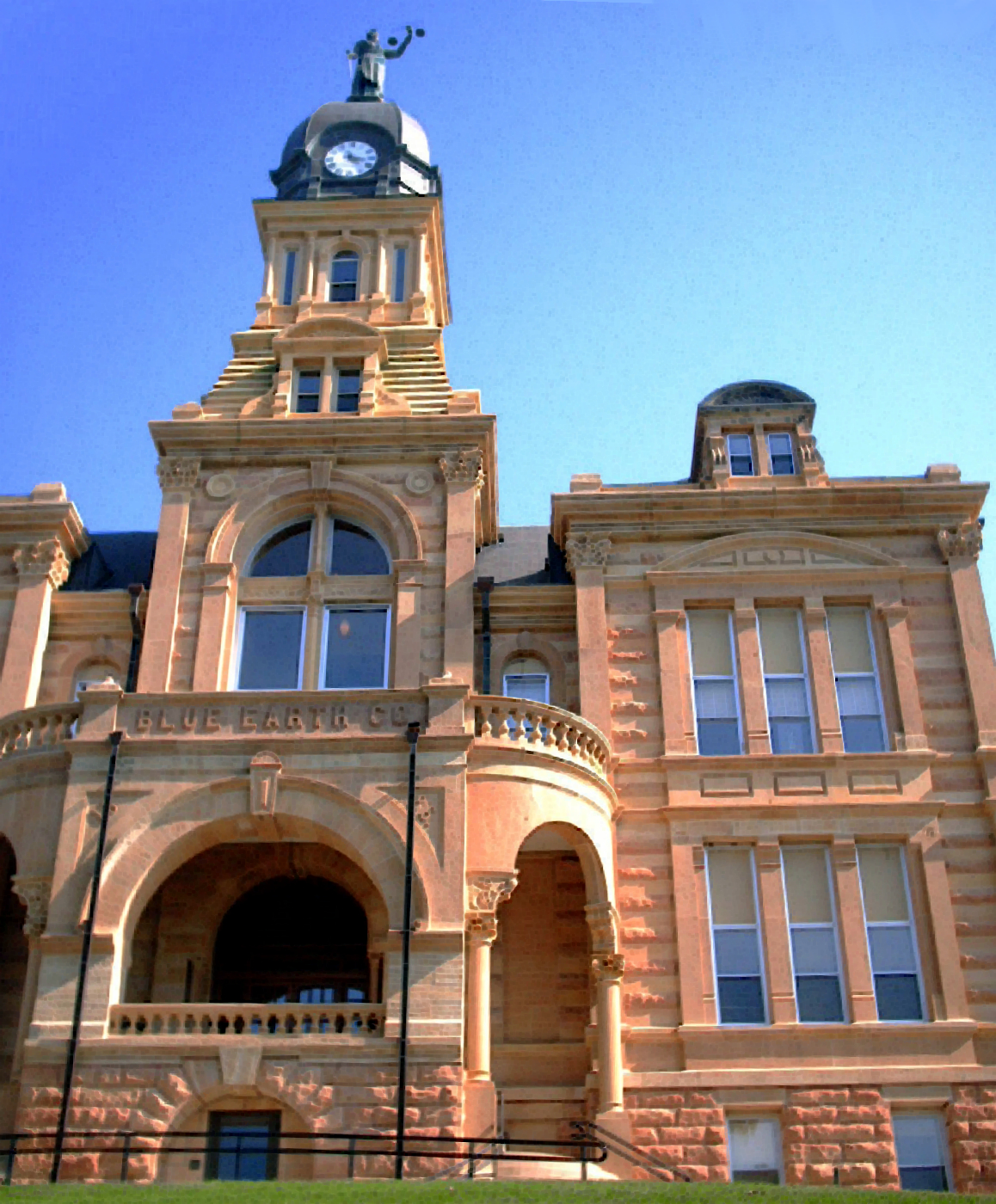
Courthouse

Blue Earth County is een county in de Amerikaanse staat Minnesota.
De county heeft een landoppervlakte van 1.949 km² en telt 55.941 inwoners (volkstelling 2000). De hoofdplaats is Mankato.